# Grönlands utträde ur Europeiska gemenskaperna
Grönlands utträde ur Europeiska gemenskaperna ägde rum den 1 februari 1985. Utträdet skedde efter att en folkomröstning hade hållits på Grönland 1982 där 53 procent av väljarna röstade för utträde. Före utträdet var Grönland ett så kallat utomeuropeiskt territorium.

## Grönlandsfördraget
Grönlandsfördraget var det utträdesavtal som slöts mellan Europeiska gemenskapernas medlemsstater för att reglera Grönlands utträde. Det antogs till följd av den grönländska folkomröstningen 1982 där en majoritet av väljarna röstade för utträde. Beslutet att hålla en folkomröstning fattades efter att Grönland erhållit självstyre från Danmark. Ett av huvudskälen till att de grönländska väljarna ville lämna Europeiska gemenskaperna var möjligheten att skydda Grönlands rättigheter till fiske.
Fördraget ändrade delar av gemenskapsrätten för att bana vägen för Grönlands utträde och utgör idag en integrerad del av den europeiska unionsrättens primärrätt. Grönlandsfördraget trädde i kraft den 1 januari 1985 och medförde att Grönland utträde ur Europeiska gemenskaperna den 1 februari 1985.